# In Trousers
In Trousers ist ein Musical, dessen Buch, Text und Musik von William Finn stammt.
In Trousers, geleitet von William Finn, wurde zweimal uraufgeführt. 1979 am 21. Februar im Off-Broadway Playwrights Horizons für 24 Vorstellungen und noch einmal am 8. Dezember für acht Vorstellungen. Chip Zien, Alison Fraser, Joanna Green und Mary Testa waren in der Besetzung.
Am 26. März 1985 wurde eine signifikant umgeschriebene Version mit zusätzlichen Liedern, einer besser zusammenhängenden Storyline und klarer konturierten Figuren im Promenade Theatre aufgeführt, wo es 16 mal gespielt wurde. Geleitet wurde die Produktion von Matt Casella, es spielten Stephen Bogardus, Catherine Cox, Sherry Hursey und Kathy Garrick mit.
Der Einakter konzentriert sich auf Marvin, der eine (namenlose) Frau und einen Sohn hat. Er kündigt seinen früheren Beziehungen darunter seine Schulliebe, Miss Goldberg, seinen Englischlehrer, der ihn Christoph Kolumbus in einer Schulaufführung spielen lässt, und deckt dann auf, dass er homosexuell ist. Hin- und hergerissen von seiner natürlichen Neigung und seinem Wunsch, nicht sein Familienleben, wie er es kennt, zu zerstören, trifft er schließlich die Entscheidung, dass das, was er fühlt, das Beste für ihn ist.

## Lieder
| 1979 - Marvin's Giddy Seizures - How the Body Falls Apart - Your Lips and Me - My High School Sweetheart - Set Those Sails - My Chance to Survive the Night - I Am Wearing a Hat - How Marvin Eats His Breakfast - A Breakfast Over Sugar - Whizzer Going Down - High School Ladies at Five O'Clock - The Rape of Miss Goldberg - The Nausea Before the Game - Love Me for What I Am - How America Got Its Name - Marvin Takes a Victory Shower - Another Sleepless Night - In Trousers (The Dream) | 1985 - In Trousers - I Can't Sleep - A Helluva Day - I Have a Family - How Marvin Eats His Breakfast - Marvin's Giddy Seizures - My High School Sweetheart - Set Those Sails - I Swear I Won't Ever Again (Part 1) - High School Ladies at Five O'Clock - I Swear I Won't Ever Again (Part 2) - The Rape of Miss Goldberg - I Swear I Won't Ever Again (Part 3) - Love Me for What I Am - I Am wearing a Hat - Wedding Song - 3 Seconds - Wedding Song (Part 2) - How the Body Falls Apart - I Feel Him Slipping Away - Whizzer Going Down - Marvin's Giddy Seizures (Part 2) - I'm Breaking Down - Packin Up - Breakfast Over Sugar - How America Got Its Name - Another Sleepless Night - Good Night (No Hard Feelings) |